# MAT Macedonian Airlines
MAT Macedonian Airlines (Macedonian: Македонски Авио Транспорт, Latinic: Makedonski Avio Transport) (mã IATA = IN, mã ICAO = MAK) là hãng hàng không quốc gia của Cộng hòa Macedonia, trụ sở ở Skopje. Hãng có các tuyến đường quốc nội và quốc tế. Căn cứ chính của hãng ở Sân bay Skopje.

## Lịch sử
Hãng được thành lập ngày 16.1.1994 và bắt đầu hoạt động từ 23.6.1994 với chuyến bay từ Skopje tới Zürich (Thụy Sĩ) bằng 1 máy bay Boeing 737-200 thuê. Tháng 4/2006 hãng mua máy bay riêng đầu tiên (CRJ 900) với quyền ưu tiên chọn thêm 2 chiếc nữa. Hiện nay hãng đã mua 2 máy bay Boeing 737-500, 1 đã được giao vào cuối tháng 7/2008 và 1 sẽ giao trong tháng 8/2008.
Năm 2000 chính phủ Cộng hòa Macedonia ký thỏa thuận cho MAT cương vị hãng hàng không quốc gia trong 10 năm, mặc dù MAT Macedonian Airlines là hãng cổ phần tư nhân do Živko Gruevski sở hữu 48.43% và Zlatko Petrovski 48.43%.

## Các nơi đến
(Tháng 1/2008):
- Áo
  - Viên
- Đức
  - Berlin
  - Düsseldorf
  - Hamburg
- Hà Lan
  - Amsterdam
- Ý
  - Roma
  - Catania
- Bắc Macedonia
  - Ohrid
  - Skopje
- Thụy Sĩ
  - Zürich
- Thổ Nhĩ Kỳ
  - Antalya
  - Istanbul
- Tây Ban Nha
  - Palma de Mallorca

## Các nơi đến cũ
- Đan Mạch
  - Copenhagen
- Pháp
  - Paris
- Serbia
  - Belgrade
- Thụy Điển
  - Göteborg

## Đội máy bay
(Ngày 22.7.2008) :
Tới ngày 10.7.2008, tuổi trung bình các máy bay của MAT "Macedonian" Airlines là 6.7 năm().

## Đặt mua
MAT "Macedonian" Airlines đã nhận máy bay Bombardier CRJ-900 đặt mua ngày 13.4.2006. Thêm vào hợp đồng với Bombardier cũng còn đơn đặt hàng thêm 2 máy bay CRJ900, trị giá khoảng 25 triệu US$.